# William FitzAlan, I signore di Oswestry e Clun
William fitz Alan (prima del 1155 – 1210) è stato un nobile inglese di origine bretone e signore feudale.

## Biografia
Era il primogenito del grande signore feudale William fitz Alan e della prima moglie Christiana.
Alla morte della madre, suo padre si risposò con una parente della defunta moglie, Isabella de Say. Isabella era una ricca ereditiera, nipote del ricco ed influente Roberto di Gloucester. Dal matrimonio non nacquero altri figli.
William padre morì nel 1160 lasciando proprio unico erede William. Isabella, che in dote aveva portato il castello di Clun, lasciò quindi i propri averi al figliastro.
William si trovò così ad avere tra le mani sia il castello di Clun che quello di Oswestry e quindi un significativo potere nel Galles.
Tuttavia era ancora minorenne alla morte del padre e suo tutore venne nominato Guy Lestrange.
Da adulto si impegnò ad ampliare ulteriormente il castello di Clun.
Ebbe due figli:
- William Fitz Alan, II signore di Oswestry e Clun
- John Fitzalan, signore di Oswestry